# Alejandro Selkirk
Alejandro Selkirk (wcześniej znana jako Isla Más Afuera) – wyspa wulkaniczna, największa w archipelagu Juan Fernández.
Wyspę obejmuje Park Narodowy Archipiélago de Juan Fernández. Porasta ją unikalna roślinność należąca do obszaru Wysp Juan Fernández wydzielonego w ramach florystycznego państwa antarktycznego. Wyspa jest górzysta i słabo zaludniona. Zamieszkuje na niej rzadki endemiczny gatunek ptaka, ostrogonek duży (Aphrastura masafuerae).
Wyspa położona jest 181 km na zachód od większej wyspy Robinson Crusoe i 650 km na zachód od wybrzeża Chile.  Obecna nazwa została jej nadana w 1966 roku przez rząd Chile na cześć Aleksandra Selkirka, postaci będącej inspiracją dla Daniela Defoe i jego bohatera Robinsona Crusoe.